# 1912年ストックホルムオリンピック
1912年ストックホルムオリンピック（1912ねんストックホルムオリンピック）は、1912年5月5日から7月22日まで、スウェーデンのストックホルムで行われたオリンピック競技大会。ストックホルム1912（Stockholm 1912）と呼称される。

## ハイライト
参加選手は28か国2406名（女性47名を含む）で、18競技102種目が行われた。開会式は7月6日に行われたが、テニスは5月5日から、サッカーと射撃は6月29日から開始された。開催地は1909年に決定したが、ストックホルム以外に立候補した都市はなかった。
この大会で日本がアジアの国で初めてオリンピックに参加した。共に陸上競技で短距離の三島弥彦とマラソンの金栗四三の2名が出場したが、三島は400メートルの準決勝で棄権、金栗も10000mを棄権してマラソンに出場、54年8か月6日5時間32分20秒3で世界一遅いマラソン記録を残している（経緯は後述）。
また、このマラソンでは、日本と同じくオリンピック初参加だったポルトガルのフランシスコ・ラザロが走行中に倒れて翌日に死亡し、オリンピック競技による初の死亡事故となった。このほか、エジプト、セルビア、アイスランドもオリンピック初参加となった。

## 実施競技
女性選手はテニス、飛込、水泳に出場した。

### 新たに採用された競技
- 自転車（ロード）　2大会ぶりの実施、次回以降も継続して実施
- 馬術（馬場馬術、総合馬術）　初実施、次回以降も継続して実施
- 馬術（障害飛越）　12年ぶりの実施、次回以降も継続して実施
- 近代五種競技　初実施、次回以降も継続して実施

### 採用されなかった競技
- 自転車競技（トラック競技）　次回より、実施競技に復帰
- レスリング（フリースタイル）　次回より、実施競技に復帰
- アーチェリー　次回には実施されたが、1924年以降、再び実施競技から外れ、1972年に復帰
- ボクシング　次回より、実施競技に復帰
- ホッケー　次回には実施され、1928年以降、実施競技に定着
- ラグビーユニオン　次回には実施されたが、1928年以降、再び実施競技から外れ、7人制ラグビーとして2016年に復帰
- ラクロス　正式競技としては、前回が最後の実施となった
- ジュ・ド・ポーム　正式競技としては、前回のみの実施となった
- ポロ　次回には実施されたが、1936年を最後に実施されていない
- ラケッツ　　正式競技としては、前回のみの実施となった
- モーターボート　正式競技としては、前回のみの実施となった
- フィギュアスケート　次回には実施されたが、1924年以降は冬季オリンピックにて実施

| - 陸上競技 - 競泳 - 飛込 - 水球 - サッカー - テニス - ボート - 体操 - レスリング |  | - セーリング - 自転車 - 馬術（馬場馬術、障害飛越、総合馬術） - フェンシング - 射撃 - 近代五種競技 - 綱引 - 野球(公開競技) - 芸術 |

## 各国の獲得メダル
| 順 | 国・地域               | 金 | 銀 | 銅 | 計 |
| -- | ---------------------- | -- | -- | -- | -- |
| 1  | アメリカ合衆国         | 25 | 19 | 19 | 63 |
| 2  | スウェーデン（開催国） | 23 | 25 | 17 | 65 |
| 3  | イギリス               | 10 | 15 | 16 | 41 |
| 4  | フィンランド           | 9  | 8  | 9  | 26 |
| 5  | フランス               | 7  | 4  | 3  | 14 |
| 6  | ドイツ                 | 5  | 13 | 7  | 25 |
| 7  | 南アフリカ連邦         | 4  | 2  | 0  | 6  |
| 8  | ノルウェー             | 3  | 2  | 5  | 10 |
| 9  | カナダ                 | 3  | 2  | 3  | 8  |
| 9  | ハンガリー             | 3  | 2  | 3  | 8  |

## エピソード

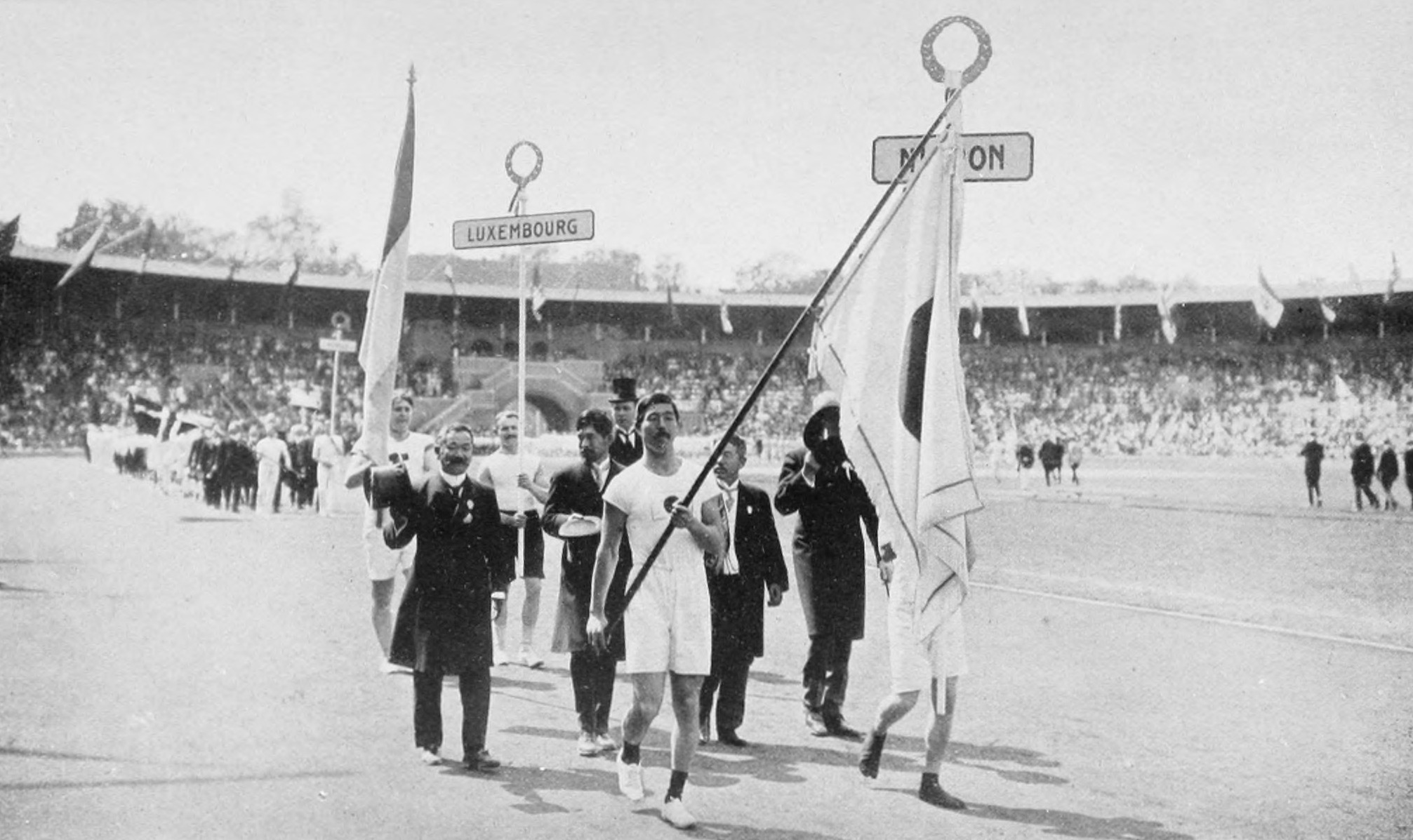
初参加の日本選手団。プラカードを持っているのは金栗四三、日本の国旗を持っているのは三島弥彦。ストックホルムオリンピックの開会式にて。

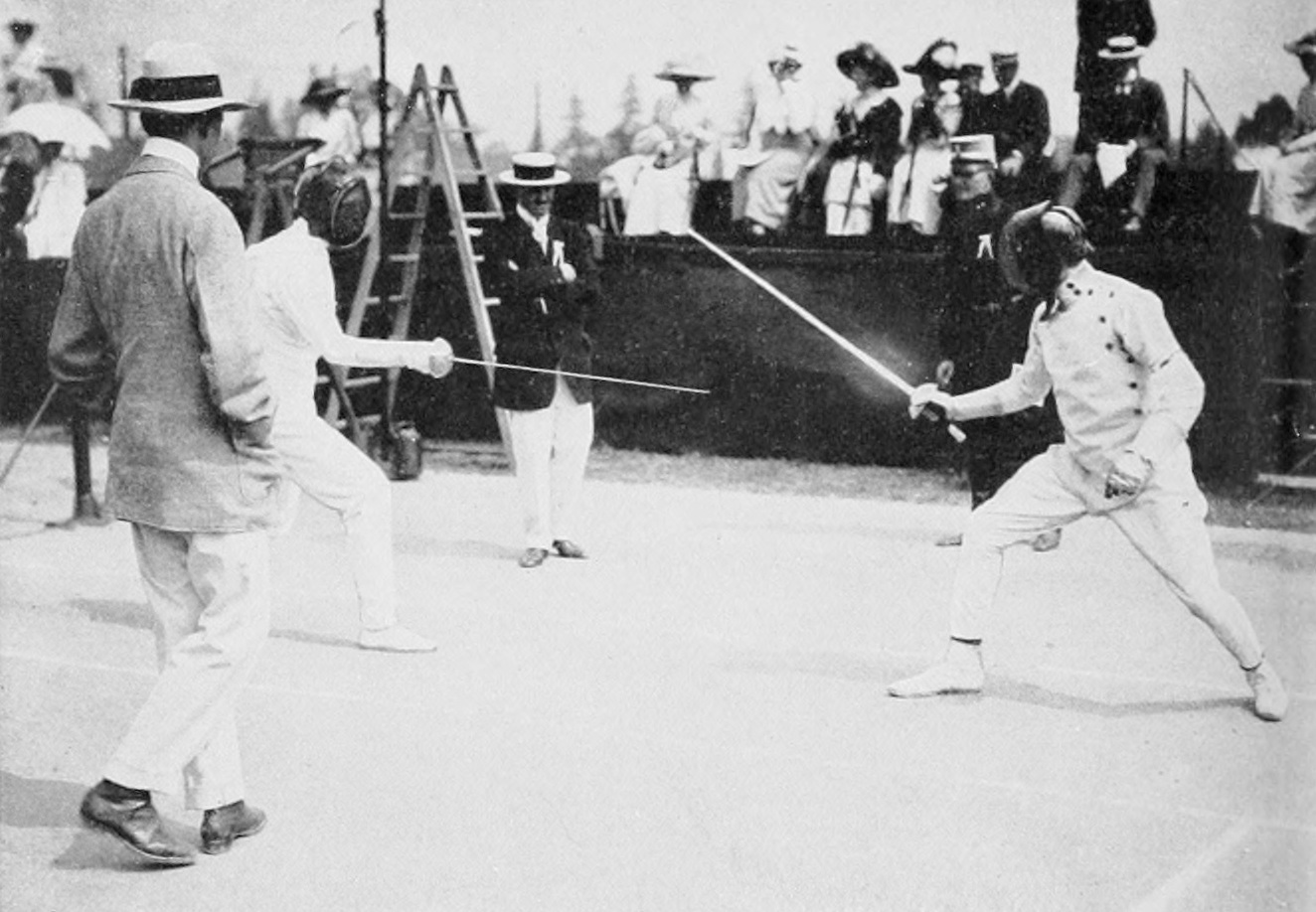
近代五種競技に出場した際のパットン（右）。

- ピエール・ド・クーベルタンの発案により、男子の近代五種競技が初めて競技に採用された。のちに第二次大戦のヨーロッパ戦線におけるアメリカ陸軍の猛将として名を馳せたジョージ・パットンが出場した（結果は5位）。女子でも採用されるのは2000年シドニーオリンピックから。
- 1912年8月11日、吉沢商会（後の日活）が浅草電気館で『オリンピック大競技会第一報』を封切り。日本初の「オリンピック」公開映像となった。
- 1912年7月14日に実施された男子マラソン競技に参加したポルトガル代表のフランシスコ・ラザロが競技中に脱水症状により意識を失い、その翌日に死去した[1]。男子マラソン競技は出場した選手のおよそ半分が途中棄権するほど過酷な環境での実施だった[2]。近代オリンピック以後、オリンピック競技で初めて死者が出た事例であった[3]。この時、日本人選手の金栗四三が途中で行方不明になるという騒動も起きている。（詳細については後述。）
- 1967年3月21日、ストックホルムオリンピックの開催55周年を記念する式典が開催されたが、開催に当たって当時の記録を調べていたスウェーデンオリンピック委員会が陸上競技の男子マラソンにおいて、金栗が「（棄権の意思が運営者側に届いていなかったため）競技中に失踪し行方不明」、すなわち現在も走り続けている状態となっていることに気付いた。このため、スウェーデンオリンピック委員会は金栗を記念式典でゴールさせることにし、金栗を式典に招待した。招待を受けた金栗はストックホルムへ赴き、競技場内に用意されたゴールテープを切った。ゴールの瞬間、場内には「只今のタイムは54年8か月6日5時間32分20秒3、これをもちまして第5回ストックホルム大会はすべての競技を終了しました。」とのアナウンスが響いた。これは、近代オリンピック史上最も長時間のマラソン競技記録であり、五輪全日程終了までの期間としても史上最長であった。今後も破られる事がないであろう不滅の金字塔となっている。金栗はゴール後のスピーチで、「ここまで、長い道のりでした。この間に妻をめとり、子供6人と孫10人ができました。」とコメントしている。
- この大会が初のオリンピック参加となった日本選手団だったが、日本の入場行進時のプラカード表記がオリンピック史上、唯一「NIPPON」であった（以降のオリンピックは全て「JAPAN」という表記である）。なお、「NIPPON」での入場は大会直前に急遽決まったことであった為、本来の「JAPAN」としての位置である「ITALY」と「LUXEMBOURG」の間という入場順であった。この「NIPPON」の表記を決めたのは、ストックホルムオリンピック日本選手団の団長を務めた柔道の創始者として知られる嘉納治五郎だった。
- オリンピックで授与される金メダルは、現在では純銀を金で覆った金メッキ製であることはよく知られているが、この大会までは純金製の金メダルだった。